# Axonopus anceps
Axonopus anceps är en gräsart som först beskrevs av Carl Christian Mez, och fick sitt nu gällande namn av Charles Leo Hitchcock. Axonopus anceps ingår i släktet Axonopus och familjen gräs. Inga underarter finns listade i Catalogue of Life.